# Aleksandr Głazunow
Aleksandr Konstantinowicz Głazunow (ros. Александр Константинович Глазунов; ur. 29 lipca?/10 sierpnia 1865 w Petersburgu, Imperium Rosyjskie, zm. 21 marca 1936 w Paryżu) – rosyjski kompozytor, przedstawiciel romantyzmu.

## Życiorys
Był ulubionym uczniem Rimskiego-Korsakowa, wraz z którym pracował nad dokończeniem utworów przedwcześnie zmarłego Aleksandra Borodina, zajmował się m.in. operą Kniaź Igor. Sam również zajmował się dydaktyką, jego najbardziej znanym podopiecznym był Siergiej Prokofjew.
Odnosił sukcesy już jako młodzieniec, kiedy to jego Symfonia w roku 1882 wywarła wielkie wrażenie. Nigdy nie zdołał wypracować własnego stylu w takim stopniu jak np. Siergiej Rachmaninow. Głazunow ulegał wpływom Liszta, Wagnera, jak i kompozytorów szkoły rosyjskiej. Wiele komponował aż do roku 1905, gdy mianowano go dyrektorem Konserwatorium w Petersburgu, potem jednak w roku 1928 ostatecznie osiedlił się w stolicy Francji.

## Dorobek artystyczny
- 8 symfonii
- koncert skrzypcowy
- 2 koncerty fortepianowe
- 7 kwartetów smyczkowych
- 3 balety: Rajmonda, op. 57 (1897), Les Ruses d'Amour, op. 61 (1898), Pory roku, op. 67 (1899)
- 4 suity orkiestrowe
- poemat symfoniczny Stieńka Razin, op. 13 (1885)
- liczne pomniejsze utwory orkiestrowe w tym m.in.  2 serenady, 2 walce koncertowe,  5 fantazji oraz 5 uwertur
- koncert na saksofon
- utwory chóralne, w tym 3 kantaty[1]